# Bildjournalistik

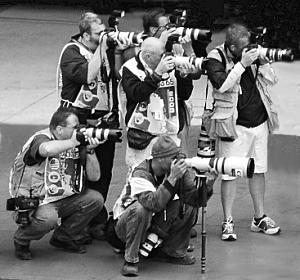
Fotografer i Indianapolis, USA (2003).

Bildjournalistik (eller fotojournalistik) är en särskild form av journalistik (dvs samlandet, redigerandet och presenterandet av nyhetsmaterial för publicering eller sändning) som skapar bilder för att berätta en nyhet. Nuförtiden är det vanligtvis bara stillbilder, i seriösa nyhetsrapporteringar, som åsyftas. Bildjournalistiken skiljer sig från andra närbesläktade grenar inom fotografin (till exempel dokumentärfotografi, gatufotografi, eller kändisfotografi) på följande punkter:
- Aktualitet - bilderna har mening i sammanhanget av en publicerad kronologisk redogörelse av händelser.
- Objektivitet - situationen implicerad av bilderna är en rättvis och riktig representation av händelserna de skildrar.
- Berättande - bilderna ger, i kombination med andra nyhetselement, tittaren eller läsaren information och inblick.

Till skillnad från en reporter, som kan samla information långt borta från en händelse eller efter att den hänt, måste bildjournalisten ta beslut direkt och bära på en kamera under samma omständigheter som de som är involverade i händelsen (skottlossning, krig, upplopp) – ofta utsatt för samma risker.
Bildjournalistik som en beskrivande term implicerar ofta användandet av en viss rättframhet i fråga om stil eller inställning till bildmakandet – en vanlig bröllopsfotograf skulle inte kallas bildjournalist, trots att denna täcker en viss händelse och kan få bilderna publicerade i pressen.
En liknande och relaterad term är reportage.

## Förhistoria
Bildjournalistik har varit en viktig del av tidningsrapportering sedan tidigt 1900-tal, även om dess historiska rötter sträcker sig ända tillbaka till brittiska reportrars fotografier från Krimkrigets slagfält under mitten av 1800-talet. Utvecklandet av den kommersiella 35 mm Leica-kameran drev på användandet kraftigt.
Begreppet "fotojournalistik" tillskrivs ofta Cliff Edom (1907–1991), som undervisade vid University of Missouri School of Journalism i 29 år. Där etablerade Edom den första bildjournalistik-workshopen 1946. Vissa andra tillskriver Frank L. Mott, dekanus på samma ställe.

## Guldåldern
Bildjournalistikens "guldålder" inföll under 1920- till 1950-talet och byggde på tekniska genombrott såsom de första småbildskamerorna och elektroniska blixtaggregaten samt ljuskänsligare filmer. Ett antal veckotidningar och nyhetstidningar byggde upp stora läsekretsar och anseenden till stor del på användandet av fotografier, och fotografer som Erich Salomon , Robert Capa, Alfred Eisenstaedt, Margaret Bourke-White och W. Eugene Smith blev välkända namn.

### Några klassiska bildtidskrifter
- Arbeiter-Illustrierte-Zeitung (Berlin)
- Berliner Illustrirte Zeitung  (Berlin)
- Picture Post (London)
- Vu (Paris)
- Paris Match (Paris)
- Life (USA)
- Sports Illustrated (USA)
- Look (USA)
- Ogonjok  (Sovjetunionen)
- СССР на стройке(en) (Sovjetunionen)
- Se (Sverige)
- Vi (Sverige)
- National Geographic (USA)

### Farm Security Administration
Mellan 1935 och 1942 var Farm Security Administration (och dess föregångare Resettlement Administration) en del av Franklin D. Roosevelts New Deal i USA. Syftet var att ta itu med jordbruksproblem och fattigdom på ute på landet, orsakade av depressionen efter New York-börsens krasch 1929. En speciell fotografisk del av byrån, under ledning av Roy Stryker, var avsedd att bara tillhandahålla PR, men istället producerade den något som en del anser vara en av de viktigaste samlingarna av dokumentära fotografier som någonsin skapats i USA. Om sådan dokumentärfotografi kan kallas "bildjournalistik" är fortfarande en diskussionsfråga, eftersom FSA-fotograferna hade mycket mer tid och resurser för skapandet av sina verk än vad en bildjournalist normalt skulle ha.

### Andra världskriget
Andra världskriget förde med sig en kraftig ökning i tillgången och efterfrågan på kvalitativ bildjournalistik. Samtliga parter i kriget använde bilder och bildtidningar som propagandaredskap. 

### Magnum
1947 grundades fotokooperativet Magnum av Robert Capa, Henri Cartier-Bresson, George Rodger och David Seymour. Magnum skiljde sig från andra bildbyråer genom att de stödde snarare än beordrade sina fotografer, och genom att låta fotograferna äga upphovsrätten och negativen till sina bilder, istället för tidningarna som publicerade dem.

## Acceptans i konstvärlden
Sedan sent 1970-tal har bildjournalistik och dokumentärfotografi allt oftare fått ta plats bredvid konstfotografi i konstgallerier. Verken av den store krigsfotografen Don McCullin har visats i många gallerier, och har jämförts i dess intensitet med Goyas verk.

## Professionella organisationer
National Press Photographers Association (NPPA) var den första nationella organisationen för tidningsfotografer; den grundades 1946 i USA och har omkring 10 000 medlemmar. I Sverige finns Pressfotografernas Klubb (PFK), grundad 1930, med cirka 1000 medlemmar. Några andra:
- British Press Photographers Association, 1984
- Hong Kong Press Photographers Association, 1989
- Northern Ireland Press Photographers Association, 2000

Nyhetsorganisationer och journalistikskolor delar ut många olika utmärkelser för bildjournalister. Sedan 1968 har Pulitzerpris tilldelats för följande kategorier inom bildjournalistik: 'Feature Photography', 'Spot News Photography' och 'Capture the Moment'.

## Etiska och juridiska överväganden
Bildjournalister arbetar inom samma etiska inställningar till objektivitet som används av andra journalister. Vad som ska fotograferas, hur det ska porträtteras och hur det ska redigeras är ständiga överväganden.
Ofta kan etiska konflikter mildras eller stärkas av en underredaktör eller bildredaktörs handlingar; de tar kontroll över bilderna så fort de levererats till nyhetsorganisationen. Bildjournalisten har ofta inget att säga till om angående hur bilderna slutligen används.
Uppkomsten av digitalfoto ger aldrig tidigare skådade möjligheter för manipulation, reproduktion och överföring av bilder. Det har oundvikligen gjort många etiska frågor mer komplicerade.
Amerikanska National Press Photographers Association, och många andra professionella organisationer, upprätthåller en etikkodex för att ta itu med vad som anses vara de rätta inställningarna till dessa frågor.
Stora etiska överväganden lagstadgas ofta, med mer eller mindre framgång. Lagarna som berör fotografi varierar ofta väldigt mycket från land till land. Den juridiska situationen kompliceras ytterligare då man betänker att bildjournalistik gjord i ett land ofta kommer att publiceras i många andra länder.

## Nya teknologiers påverkan
Mindre och lättare kameror har förbättrat bildjournalistens roll. Sedan 1960-talet har motor-drives, elektroniska blixtar, autofokus, bättre objektiv och andra kameraförbättringar gjort deras jobb enklare. Nya digitalkameror innebär att bildjournalisten inte längre är begränsad av filmrullar, då tusentals bilder kan lagras på en enda microdrive eller ett flash-kort.
Innehåll är som alltid det viktigaste elementet i bildjournalistik, men möjligheten att flytta fram tidsgränser och komprimera processen i vilken innehållet fångas in och redigeras har genomgått stora förändringar. Så sent som 15 år sedan[när?] tog det nästan 30 minuter att scanna och överföra ett enda färgfoto från en avlägsen plats till nyhetskontoret. Nu, utrustad med en digitalkamera, en mobiltelefon och en bärbar dator, kan bildjournalisten skicka en högkvalitativ bild på några sekunder, blott minuter efter att en händelse inträffat. Kameramobiler och portabla satellitlänkar gör det alltmer möjligt för mobil överföring av bilder från nästan var som helst på jorden.

## Utbildningar i Sverige
En kandidat- och masterutbildning inom bildjournalistik bedrivs av avdelningen för medie- och kommunikationsvetenskap (MKV) vid Mittuniversitetet. I en rapport från Högskoleverket om utvärderingen av journalistutbildningarna i högskolan (Högskoleverkets rapportserie 2000:3 R) ägnades ett kapitel åt bildjournalistikens roll. Där skrevs bland annat:
Genom den tekniska utvecklingen har bildens roll i journalistiken påtagligt ökat. Samtidigt kan man konstatera att det idag inte finns någon ren bildjournalistisk utbildning inom högskolans ram. Som en följd av detta startades Bildjournalistikprogrammet 2002, som Sveriges första och enda bildjournalistiska utbildning på universitetsnivå. Utbildningen startades med Pelle Kronestedt som drivande person. Sedan våren 2012 är professor John Kimmich-Javier, f.d. professor i bildjournalistik vid Universitetet i Iowa, numera Sveriges första professor i ämnet bildjournalistik och huvudlärare samt ämnesansvarig för utbildningen. Övriga lärare på utbildningen är bl.a. programansvariga Sara Ödmark, lektor Maria Nilsson, adjunkt Terje Lindblom samt Per Lindström, adjungerad professor i fotografi.

## Några betydande bildjournalister
- Ami Vitale
- Don McCullin
- Robert Capa
- Gerda Taro
- Henri Cartier-Bresson
- George Rodger
- David Seymour
- Eddie Adams
- Werner Bischof
- Walker Evans
- Roger Fenton
- Walter Iooss
- André Kertész
- Dorothea Lange
- Neil Leifer
- Mary Ellen Mark
- James Nachtwey
- Ruth Orkin
- Jacob Riis
- Sebastiao Salgado
- Lennart Nilsson
- Fatemeh Behboudi